# Hasle (Bornholm)
Hasle – miasto w Danii na wyspie Bornholm (1 705 mieszkańców w styczniu 2012 r.), w zachodniej części wyspy.

## Położenie
Hasle leży na zachodnim krańcu wyspy Bornholm, około 11 km na północ od stolicy wyspy Rønne.

## Historia
Pierwsza wzmianka o Hasle pojawiła się w roku 1335, jako jedna z 4 gmin istniejących na wyspie. Obecna nazwa miasta pochodzi ze staroduńskiego hasli, związanego z przymiotnikiem piwny. Miejscowość o nadanie praw miejskich ubiegała się w roku 1546. W II połowie XVI wieku Hasle umocniło swoją pozycję na wyspie, stając się drugim wśród ważniejszych miast targowych. Miasto stało się siedzibą władz lokalnych (burmistrz), rozwijało drobną wytwórczość oraz lokalny handel. W roku 1658 miasto liczyło 300 stałych mieszkańców.

## Zabytki
Jedną z atrakcji turystycznych jest XIII-wieczny kościół parafialny Ruts Kirke w pobliskim Rutsker. Ta romańska budowla znajduje się na wzgórzu, na wysokości 130 m n.p.m., będąc jednym z najwyżej położonych kościołów na wyspie 55°12′55″N 14°45′01″W/55,215278 -14,750278. Najwcześniejsza wzmianka o budowli pochodzi z roku 1490, w dokumencie dotyczącym tamtejszej parafii Sancti Michelssogen (Św. Michała).